# Све је за људе
Све је за људе је српски филм снимљен 2001. године који је режирао Драгослав Лазић. "Све је за људе" је наставак филма Сељаци.
Прво приказивање филма Све је за људе било је 1. септембра 2001. године.

## Радња
Радња филма смештена је у сеоски миље.
Човек који је као клинац из Трескавице отишао у Аустралију, враћа се у своје родно село да би се оженио девојком из села. Здравом, изазовном и лепом Српкињом. Душко Абаџија у иностранству познат као Душан Митић „Тејлор“, стиже у село хеликоптером. Село се узнемирило. Сви му желе помоћи да пронађе богате удаваче. Душку се свиђају многе лепотице, флертује са учитељицом Милицом, са Живкицом, Сандром.

## Улоге
| Глумац              | Улога                |
| ------------------- | -------------------- |
| Велимир Живојиновић | Јеремија             |
| Мира Бањац          | Драгиња              |
| Петар Краљ          | Попај                |
| Драгана Туркаљ      | Милица               |
| Драгиша Милојковић  | Милутин              |
| Анита Лазић         | Живкица              |
| Срђан Ивановић      | Душан Митић „Тејлор“ |